# Ejido Cheje
Ejido Cheje är ett samhälle (ejido) i Mexiko, tillhörande kommunen Jocotitlán i den nordvästra delen av delstaten Mexiko. Orten hade 405 invånare vid folkräkningen 2010.